# Mèo Selkirk Rex
Mèo Selkirk Rex hay còn gọi là mèo lông xoăn Selkirk, chúng còn được biết đến với cách miêu tả là “loài mèo khoác bộ lông cừu”

## Mô tả

### Ngoại hình
Mèo Selkirk Rex là dòng mèo cỡ vừa với kích thước chiều cao từ 22–30 cm và trọng lượng từ 4–7 kg, giống mèo này có thân hình chắc khỏe, khung xương nặng và cơ bắp cứng cáp. Chúng có chiếc đầu tròn, đôi mắt lớn, chiếc mũi khá ngắn và mõm rộng, đôi tai của chúng có hình tam giác cỡ nhỏ, chiếc đuôi đầy lông.
Khi còn là mèo con, lông của một số chú mèo còn thẳng, và sẽ phát triển ngày một dày hơn, xoăn theo cụm vào độ tuổi trưởng thành.

### Bộ lông và màu
Điểm đặc trưng của giống mèo này chính là bộ lông xoăn như lông cừu, cấu trúc lông dài dày rậm và mềm mịn, bộ lông của chúng có rất nhiều màu sắc đa dạng như màu trắng, đen, màu cam, xanh xám hay sự kết hợp giữa hai màu trắng - xám, trắng - cam...
Mèo Selkirk Rex có những sợi lông xoắn tít ở phần đuôi, giống lông dài có những sợi dài hơn và xoăn hơn ở phần mặt, chạy xuống tới tận đuôi. Cả hai giống đều có lông xoăn nhất ở những khu vực như cổ, bụng và đuôi. Bộ lông chúng có thể có rất nhiều màu sắc và nhiều kiểu kết hợp màu khác nhau.

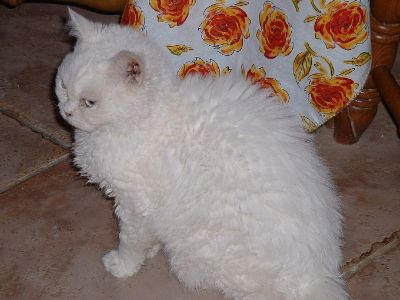
Mèo Selkirk Rex màu trắng

## Tập tính
Mèo Selkirk Rex mang những đặc tính điềm tĩnh, hiền lành và thân thiện, những con mèo này không chỉ có vẻ ngoài dễ mến mà bản tính của chúng còn rất vui tươi, dễ thương và tình cảm, chúng rất gần gũi và thường xuyên thể hiện tình cảm với mọi người, loài mèo này còn rất tốt với trẻ nhỏ và hòa đồng với những con vật nuôi khác.

## Chăm sóc và sức khỏe
Mèo Selkirk Rex là giống mèo khá khỏe mạnh, dễ nuôi dưỡng và chăm sóc. Bộ lông dày của Selkirk Rex cần được chải khoảng hai lần mỗi tuần để tẩy những sợi lông chết bám trên người. Chúng rụng lông khá nhiều, chỉ nên tắm cho mèo khi cần thiết. Cần chú ý vệ sinh mắt, mũi và tai thường xuyên để tránh tình trạng bị bệnh tật với các vùng nhạy cảm này

## Lịch sử
Giống mèo Selkirk Rex có nguồn gốc từ tiểu bang Montana, Mỹ vào năm 1987, lịch sử của giống mèo này bắt nguồn từ việc một con mèo mẹ nhà sinh ra một lứa mèo con, trong đó có một con mèo con mang trên mình một bộ lông xoắn tít, sau đó chúng được phối giống với một con mèo Ba Tư lông đen và kết quả tạo ra những con mèo có bộ lông xoắn như lông cừu. Giống mèo này nhận được sự chú ý và dược Hiệp hội mèo giống quốc tế công nhận là một giống mèo mới vào năm 1992. Mèo Selkirk Rex tiếp tục được Hiệp hội những người yêu mèo trên thế giới công nhận vào năm 2000.

## Di truyền học
Mèo Selkirk Rex được xác định bởi một sợi lông bất thường trội hơn (ADWH) bất thường được đặc trưng bởi các trục lông cong chặt.. Một biến thể ghép trong gen KRT71 được tìm thấy có liên quan đến kiểu hình lông xoăn. KRT71 là một gen quan trọng cho quá trình chất sừng hóa nang lông. Một alen của gen này cũng chịu trách nhiệm cho không có lông (hr) Sphynx và lông Devon Rex (lại). Ba đột biến sinh học hiện đã được xác định ở mèo, tạo thành chuỗi allelic, KRT71SADRE> KRT71 +> KRT71re> KRT71hr, [3] trong đó SADRE là chỉ định locus được đề xuất cho alen trội của selkirk autosomal rex 21 alen.